# Calais Racing Union football club
El Calais Racing Union football club fue un equipo de fútbol de Francia que militaba en el Championnat de France Amateur 2, la quinta liga de fútbol más importante del país.
Es famoso por alcanzar la final de la Copa de Francia en 2000 (derrotado por el FC Nantes) mientras el club jugaba en el fútbol amateur.

## Historia
Fue fundado en el año 1902 con el nombre RC Calais en la ciudad de Calais, teniendo resultados importantes en la Copa de Francia llegando a cuartos de final en 1921 y constantemente accediendo a la ronda de los mejores 16 en la década de los años 1920s.
En 1933 el club se vuelve profesional, pero deja de serlo en 1938 por motivos financieros, pasando entre el Championnat de France amateur y la Division d'Honnor. 

### Fusión
En 1974 se fusiona con el US Calais (fundado en 1947 tras la fusión de dos equipos locales) y adoptaron su nombre actual reflejando parte del nombre de ambos clubes y mezclando sus colores. Antes de la fusión, los partidos entre ambos clubes eran vistos por un promedio de 5000 espectadores.

### Copa de Francia 2000
En la Copa de Francia de la temporada 1999/2000, dirigidos por el técnico español Ladislas Lozano, alcanzaron la final de la copa con un equipo integrado por maestros, obreros y oficiales de policía dejando en el camino a equipos como el RC Strasbourg y Bordeaux.
En la final enfrentaron al FC Nantes, con quien finalmente perderían 1-2 en el Stade de France de París el 7 de mayo del 2000 tras ir en ventaja 1-0 al medio tiempo.

## Palmarés
- CFA Grupo A: 1

2006/07
- D3 Norte: 1

1980/81
- CFA 2 Grupo A: 4

1987/88, 1997/98, 2002/03, 2009/10
- DH Norte: 1

1975/76
- DH Norte Pas-de-Calais: 1

1990/91

## Gerencia
- Presidente: Pascal Joly
- Vicepresidente: Christophe Pollet
- Director deportivo: Arthur Denez
- Vocero: Patrice Guyot
- Director financiero: Alain Guérot

## Jugadores

### Jugadores destacados
- Mohamed Djebaïli
- Medy Loorius
- François Ribery
- Matthieu Millien